# Waben
Waben là một xã ở tỉnh Pas-de-Calais, vùng Hauts-de-France của Pháp.
Waben có cự ly 8 dặm Anh (13 km) về phía tây nam của Montreuil-sur-Mer, tại giao lộ của đường D143 và D940.

## Dân số
| 1962                                                         | 1968 | 1975 | 1982 | 1990 | 1999 | 2006 |
| ------------------------------------------------------------ | ---- | ---- | ---- | ---- | ---- | ---- |
| 234                                                          | 234  | 235  | 266  | 294  | 327  | 382  |
| Số liệu điều tra dân số từ năm 1962: Dân số không tính trùng |      |      |      |      |      |      |